# Spree Revellers
Die Spree-Revellers waren ein deutsches Gesangsquartett in den 1930er Jahren. Ihre Musik war ähnlich den Comedian Harmonists und aus ihnen ging Rudi Schuricke und sein Terzett hervor.

## Geschichte
Gegründet wurden die Spree Revellers im Mai 1934 mit den Mitgliedern Gerhard Herrmann (Tenor), Herbert Imlau (Bariton), Bernhard Wehlan (Bass) und Albert Schmitz (Klavier), sowie zwei heute nicht mehr bekannten Mitgliedern.
In einer Matinee im Wintergarten in Berlin werden sie im November angekündigt als "fünf Jungs und ein Flügel". Platten werden für Telefunken und Kristall aufgenommen. Die Platten sind meist nur mit Klavierbegleitung.
Im Februar 1936 kam der ehemalige Zweite Tenor der Kardosch-Sänger, Rudi Schuricke, zu den Spree Revellers, und Werner Doege ersetzte Albert Schmitz. Im März des gleichen Jahres schlossen die Spree Revellers einen Plattenvertrag mit der Firma Kristall ab. In einem Jahr sollten 12 Platten mit 24 Titeln aufgenommen werden. Die Gage betrug 125 Reichsmark pro Titel für die gesamte Gruppe. Die Platten wurden danach vermehrt mit großen Orchestern aufgenommen und Rudi Schuricke war häufig stimmlich im Vordergrund.
Oktober/November 1936 verließ Herbert Imlau die Gruppe und wurde durch Friedrich Mietzner ersetzt. In diesem Jahr und auch 1938 hatten die Spree Revellers zahlreiche Auftritte in Konzertsälen im Radio und auch im Fernsehen. Im März 1937 verließ Rudi Schuricke die Spree Revellers und gründete sein eigenes Vokalensemble, das Schuricke-Terzett. Für ihn kam Georg Liedtke als Tenor. Im Oktober wurden die Spree Revellers in die Melodisten umbenannt, da englische Namen als undeutsch galten und nicht mehr gestattet waren. Die Besetzung war nun:
- Werner Doege (Piano)
- Friedrich Mietzner (Bariton)
- Georg Liedtke (Tenor)
- Bernhard Wehlan (Bass)
- Walter Elsner (Tenor)

## Schallplatten
- Abends, wenn die Lichter glühn mit Orchester Oskar Joost, Grammophon 2162-B
- Alles geht herum und verliebt sich mit Orchester Hans Georg Schütz
- Broadway Rhythmus mit Orchester Juan Llossas
- C&A-Marsch, mit Erwin Hartung, Telefunken 5630
- Das Licht geht aus mit dem Telefunken-Orchester Heinz Wehner
- Das sind die Nächte von Swinemünde mit Orchester Oskar Joost
- Eine kleine Frühlingsweise, Kristall 7092
- Einsamer Sonntag, Polydor 2293
- Geschichten aus dem Wiener Wald, Kristall 7092
- Gute Nacht mit Orchester Oskar Joost
- Heute fällt die Parade aus mit Tanzorchester Oskar Joost
- Hofkonzert im Hinterhaus (Organ Grinder’s Swing) 1937 mit Orchester von Hans Bund, Imperial 17111
- Im kühlen Grunde
- In Santa Margarita mit Tanzorchester Oskar Joost
- Ich brauche Liebe mit Orchester Erich Börschel
- Komisches Wetter mit Orchester James Kok
- Musik erklingt, 1936 mit Orchester Heinz Wehner; Gesang: Heinz Wehner und die Spree Revellers
- Mutti mit Orchester Adalbert Lutter, Telefunken M 6337 Musikus
- Schwarze Orchideen mit Orchester Adalbert Lutter, Telefunken Musikus 6337
- Soviel Jahre haben wir uns nicht geseh´n, Polydor 2293
- Sing schon am Morgen mit Orchester Oskar Joost
- Ticke tack, still und leise pocht die Uhr mit Orchester Adalbert Lutter, Telefunken Musikus 6252
- Trotzkopf mit Orchester Oskar Joost
- Wir hören Walter Kollo 1-4 mit Orchester Adalbert Lutter/Fritz Domina und Erwin Hartung, Brigitte Mira, Telefunken 6290 und 6291
- Wünsch dir was mit Orchester Adalbert Lutter, Telefunken A 10808